# HOLIDAYS IN THE SUN
『HOLIDAYS lN THE SUN』（ホリデイズ・イン・ザ・サン）は、日本のシンガーソングライター・YUIの通算5枚目のアルバムである。2010年7月14日発売。

## 解説
アルバムとしては『MY SHORT STORIES』から約1年8ヶ月振り、オリジナルアルバムとしては『I LOVED YESTERDAY』から2年3ヶ月振りのリリース。
CDのみの通常盤と、DVD付き初回限定盤との2形態で発売。DVDには前アルバムに収録されたシングル曲と、インディーズ時代の楽曲「It's happy line」、配信限定シングル「Laugh away」、先行シングル「to Mother」のビデオ・クリップが収録されている。このうち「to Mother」は、リモコンの十字キーと連動して複数のアングルからの映像が選べる「マルチ・アングル・クリップ」として収録されている。
オリコン週間シングルチャートで5作連続1位獲得となった「SUMMER SONG」から「to Mother」までのシングル表題曲5曲が収録されている。また、両A面シングル「It's all too much/Never say die」収録の「Never say die」は、本作には未収録となっている。
アルバムタイトルは、セックス・ピストルズの楽曲「さらばベルリンの陽（英題：Holidays in the Sun）」から。

## 収録曲
| 全作曲: YUI。 |                         |           |            |                         |      |
| #             | タイトル                | 作詞      | 作曲・編曲 | 編曲                    | 時間 |
| 1.            | 「to Mother」           | YUI       | YUI        | HISASHI KONDO           | 3:48 |
| 2.            | 「again」               | YUI       | YUI        | HISASHI KONDO           | 4:14 |
| 3.            | 「Parade」              | YUI       | YUI        | northa+                 | 2:52 |
| 4.            | 「es.car」              | YUI       | YUI        | e.u.Band、HISASHI KONDO | 3:19 |
| 5.            | 「Shake My Heart」      | YUI       | YUI        | Tsuyoshi Kinoe          | 3:37 |
| 6.            | 「GLORIA」              | YUI       | YUI        | HISASHI KONDO           | 3:38 |
| 7.            | 「I do it」             | AIMI      | YUI        | northa+                 | 3:45 |
| 8.            | 「Please Stay With Me」 | YUI       | YUI        | HISASHI KONDO           | 3:56 |
| 9.            | 「Summer Song」         | YUI       | YUI        | northa+                 | 3:26 |
| 10.           | 「Cinnamon」            | YUI       | YUI        | northa+                 | 2:56 |
| 11.           | 「Driving Happy Life」  | YUI       | YUI        | northa+                 | 3:43 |
| 12.           | 「It's all too much」   | YUI       | YUI        | HISASHI KONDO           | 4:14 |
| 13.           | 「Kiss me」             | YUI       | YUI        | northa+                 | 4:07 |
| 合計時間:     | 合計時間:               | 合計時間: | 合計時間:  | 47:35                   |      |

### 解説
1. to Mother
メジャー16thシングルの表題曲。
2. again
メジャー13thシングルの表題曲。
3. Parade
4. es.car
タイトルは江の島エスカーからYUIが創作した造語[1]
5. Shake My Heart
6. GLORIA
メジャー15thシングルの表題曲。
7. I do it
ステレオポニーに提供した楽曲のセルフカバー。
8. Please Stay With Me
フジテレビ系月9ドラマ「夏の恋は虹色に輝く」挿入歌。
9. Summer Song
ドラマメジャー12thシングルの表題曲。シングルバージョンは大文字表記であるが、アルバム収録にあたりYUI本人の意向で単語の頭文字のみ大文字表記に変更された。
10. Cinnamon
11. Driving Happy Life
12. It's all too much
両A面からなる、メジャー14thシングルの表題1曲目。
13. Kiss me

## 参加ミュージシャン
- YUI：Vocal & Chorus (全曲)、Guitar (#2〜13)、Shaker (#4,5)

Support Musician
- 近藤ひさし：Programming (#1〜6,8,12)[注 2]、Guitars (#1,6,8)、Piano (#1)
- northa+：Guitars & Programming (#3,7,9〜11,13)、Bass (#3,9〜11,13)
- 木恵つよし：Guitar & Programming (#5)
- オダクラユウ：Guitars (#2,4〜6,12)
- 黒田晃年：Guitars (#4,8)
- Backy：Bass (#1,2,4〜8,12)
- 今村舞：Drums (#4〜6)
- 佐治宣英：Drums (#1,8)
- SHIHO：Drums (#2)
- クリスチャン・ムール：Drums (#7)
- そうる透：Drums (#12)
- 藤澤亜里紗：Piano (#4)
- ミュウ・クロシェット：Accordion (#3)